# Arquidiocese de Tarento
A Arquidiocese de Tarento (Archidiœcesis Tarentina) é uma circunscrição eclesiástica da Igreja Católica na Itália, pertencente à província eclesiástica da Apúlia e à Conferência Episcopal Italiana.
A sé está na cidade de Tarento, onde se encontra a Catedral de São Cataldo, o primeiro bispo e padroeiro. Da diocese fazem parte 86 paróquias e da província eclesiástica fazem parte as dioceses sufragâneas:
- Diocese de Castellaneta
- Diocese de Oria

## Cronologia dos arcebispos do século XX
| #                   | Nome                             | Período    | Notas                                |
| Arcebispos          | Arcebispos                       | Arcebispos | Arcebispos                           |
| ------------------- | -------------------------------- | ---------- | ------------------------------------ |
|                     | Ciro Miniero                     | 2023-      | Atual                                |
|                     | Filippo Santoro                  | 2011–2023  |                                      |
|                     | Benigno Luigi Papa, O.F.M.Cap. † | 1990–2011  |                                      |
|                     | Salvatore De Giorgi              | 1987–1990  | Nomeado Arcebispo de Palermo         |
|                     | Guglielmo Motolese †             | 1962–1987  |                                      |
|                     | Fernando Bernardi †              | 1935–1961  |                                      |
|                     | Horácio Mazzella †               | 1917–1934  |                                      |
|                     | Carlo Giuseppe Cecchini, O.P. †  | 1909–1916  |                                      |
|                     | Pedro Afonso Iório †             | 1885-1908  |                                      |
| Arcebispo coajdutor |                                  |            |                                      |
|                     | Ciro Miniero                     | 2022-2023  |                                      |
| Bispo-auxiliar      |                                  |            |                                      |
|                     | Cleto Bellucci                   | 1969-1973  | Nomeado Arcebispo-coadjutor de Fermo |
|                     | Guglielmo Motolese               | 1952-1962  | Elevado a Arcebispo                  |